# Tommy Fleetwood
Pour les articles homonymes, voir Fleetwood.
Tommy Fleetwood (né le 19 janvier 1991 à Southport, en Angleterre) est un golfeur professionnel anglais. Il a notamment remporté la Race to Dubai 2017.

## Biographie
Tommy Fleetwood est marié, il a un enfant, né en 2017.

## Carrière sportive
4e de l'US Open de golf 2017, il remporte la Race to Dubai la même année.
Il a participé à la Ryder Cup 2018 en France au golf national. Il a joué ses matchs en double (les foursommes et les quatre balles) avec Franscesco Molinari. Ils ont gagné tous leurs doubles en jouant notamment plusieurs fois contre Tiger Woods.
2023 Vainqueur Ryder Cup
2024 vainqueur du Dubai invitational (-19)